# Ansovell
Ansovell (hiszp. Ansobell) – miejscowość w Hiszpanii, w Katalonii, w prowincji Lleida, w comarce Alt Urgell, w gminie Cava.
Według danych INE w 2020 roku liczyła 24 mieszkańców – 15 mężczyzn i 9 kobiet. 